# Coupe de Serbie de football 2015-2016
Navigation
Coupe de Serbie 2014-2015 Coupe de Serbie 2016-2017
La Coupe de Serbie 2015-2016 est la 10e édition de la coupe nationale serbe. Elle prend place entre le 2 septembre 2015 et le 11 mai 2016, date de la finale disputée au stade Metalac de Gornji Milanovac.
La compétition est remportée par le Partizan Belgrade, qui gagne son quatrième titre aux dépens du Javor Ivanjica.

## Format
Un total de 37 équipes prennent part à la compétition. Cela inclut l'intégralité des seize clubs de la première division serbe lors de la saison 2014-2015, ainsi que les seize équipes du deuxième échelon. Les cinq derniers clubs participants sont quant à eux les différents vainqueurs des coupes régionales de la saison 2014-2015, c'est-à-dire le FK Zemun (Belgrade), le Jedinstvo Užice (Est), le Mokra Gora (Kosovo-Métochie), le FK Loznica (Ouest) et le ČSK Čelarevo (Voïvodine).
La grande majorité des confrontations se jouent en un seul match à élimination directe. Les demi-finales sont la seule exception et sont quant à elles disputées en deux manches. À l'exception de la finale, aucune prolongation n'est par ailleurs disputée en cas d'égalité à l'issue du temps règlementaire, la rencontre étant alors directement décidée par une séance de tirs au but.
Le vainqueur de la coupe se qualifie pour le deuxième tour de qualification de la Ligue Europa 2016-2017. Si celui-ci est déjà qualifié pour une compétition européenne par un autre biais, cette place qualificative est reversée au championnat de première division.

## Tour préliminaire
Un tour préliminaire est disputé afin de réduire le nombre de participants à 32 dans la perspective des seizièmes de finale. Cette phase marque le début de la compétition et concerne les cinq derniers de la deuxième division 2014-2015 ainsi que les cinq vainqueurs des coupes régionales pour un total de 10 équipes et cinq confrontations.
| Date             | Locaux                 | Score             | Visiteurs            |
| ---------------- | ---------------------- | ----------------- | -------------------- |
| 2 septembre 2015 | FK Zemun (D2)          | 1 - 0             | (D3) Jedinstvo Užice |
| 2 septembre 2015 | FK Loznica (D2)        | 2 - 0             | (D2) Sloboda Užice   |
| 2 septembre 2015 | Jedinstvo Paraćin (D4) | 0 - 1             | (D3) Moravac Mrštane |
| 2 septembre 2015 | ČSK Čelarevo (D2)      | 1 - 0             | (D3) Mačva Šabac     |
| 2 septembre 2015 | Mokra Gora (D3)        | 2 - 2 (7 - 6 tab) | (D3) Sloga Kraljevo  |

## Seizièmes de finale
| Date            | Locaux                        | Score             | Visiteurs                     |
| --------------- | ----------------------------- | ----------------- | ----------------------------- |
| 27 octobre 2015 | ČSK Čelarevo (D2)             | 0 - 1             | (D1) Borac Čačak              |
| 28 octobre 2015 | FK Zemun (D2)                 | 0 - 1             | (D1) Spartak Subotica         |
| 28 octobre 2015 | Bežanija Novi Belgrade (D2)   | 0 - 0 (6 - 5 tab) | (D2) Radnički 1923            |
| 28 octobre 2015 | FK Kolubara (D2)              | 0 - 0 (4 - 5 tab) | (D1) Vojvodina Novi Sad       |
| 28 octobre 2015 | FK Inđija (D2)                | 1 - 0             | (D1) Rad Belgrade             |
| 28 octobre 2015 | FK Novi Pazar (D1)            | 0 - 2             | (D1) Javor Ivanjica           |
| 28 octobre 2015 | Sloga Petrovac (D2)           | 0 - 0 (1 - 4 tab) | (D1) Voždovac Belgrade        |
| 28 octobre 2015 | Moravac Mrštane (D3)          | 1 - 2             | (D1) Radnički Niš             |
| 28 octobre 2015 | Radnik Surdulica (D1)         | 1 - 1 (3 - 4 tab) | (D2) Donji Srem               |
| 28 octobre 2015 | BSK Borča (D2)                | 3 - 1             | (D1) Mladost Lučani           |
| 28 octobre 2015 | FK Loznica (D2)               | 0 - 3             | (D2) Napredak Kruševac        |
| 28 octobre 2015 | OFK Bačka (D2)                | 1 - 3             | (D1) Étoile rouge de Belgrade |
| 28 octobre 2015 | Sinđelić Belgrade (D2)        | 0 - 2             | (D1) Partizan Belgrade        |
| 28 octobre 2015 | Proleter Novi Sad (D2)        | 0 - 1             | (D1) FK Jagodina              |
| 28 octobre 2015 | Mokra Gora (D3)               | 1 - 3             | (D1) FK Čukarički             |
| 28 octobre 2015 | Metalac Gornji Milanovac (D1) | 3 - 3 (6 - 7 tab) | (D1) OFK Belgrade             |

## Huitièmes de finale
| Date            | Locaux                        | Score             | Visiteurs                   |
| --------------- | ----------------------------- | ----------------- | --------------------------- |
| 2 décembre 2015 | OFK Belgrade (D1)             | 5 - 0             | (D2) Donji Srem             |
| 2 décembre 2015 | Voždovac Belgrade (D1)        | 0 - 1             | (D1) Partizan Belgrade      |
| 2 décembre 2015 | FK Jagodina (D1)              | 2 - 0             | (D2) BSK Borča              |
| 2 décembre 2015 | Spartak Subotica (D1)         | 3 - 2             | (D2) Bežanija Novi Belgrade |
| 2 décembre 2015 | Vojvodina Novi Sad (D1)       | 1 - 0             | (D2) FK Inđija              |
| 2 décembre 2015 | Napredak Kruševac (D2)        | 0 - 2             | (D1) Radnički Niš           |
| 2 décembre 2015 | Javor Ivanjica (D1)           | 1 - 1 (4 - 3 tab) | (D1) FK Čukarički           |
| 2 décembre 2015 | Étoile rouge de Belgrade (D1) | 1 - 5             | (D1) Borac Čačak            |

## Quarts de finale
| Date        | Locaux                 | Score             | Visiteurs               |
| ----------- | ---------------------- | ----------------- | ----------------------- |
| 2 mars 2016 | FK Jagodina (D1)       | 0 - 2             | (D1) Spartak Subotica   |
| 2 mars 2016 | Borac Čačak (D1)       | 2 - 0             | (D1) OFK Belgrade       |
| 2 mars 2016 | Javor Ivanjica (D1)    | 2 - 2 (5 - 3 tab) | (D1) Vojvodina Novi Sad |
| 2 mars 2016 | Partizan Belgrade (D1) | 2 - 0             | (D1) Radnički Niš       |

## Demi-finales
Les matchs allers sont joués le 16 mars 2016 tandis que les matchs retour sont disputés le 20 avril 2016.
| Équipe 1               | Score | Équipe 2              | Aller | Retour |
| ---------------------- | ----- | --------------------- | ----- | ------ |
| Javor Ivanjica (D1)    | 3 - 2 | (D1) Borac Čačak      | 2 - 1 | 1 - 1  |
| Partizan Belgrade (D1) | 3 - 0 | (D1) Spartak Subotica | 0 - 0 | 3 - 0  |

## Finale
| Entraîneur : |
| Ivan Tomić   |

| Entraîneur :      |
| Mladen Dodić (en) |

| Entraîneur : |
| Ivan Tomić   |

| Entraîneur :      |
| Mladen Dodić (en) |